# Ludwig Streicher
Ludwig Streicher (Viena, 26 de junio de 1920 – Viena, 11 de marzo de 2003) fue un contrabajista austriaco. Principal contrabajo de la Orquesta Filarmónica de Viena, alcanzó gran popularidad internacional como solista de su instrumento. También es conocido como profesor y divulgador del contrabajo y es autor de la conocida serie de libros formativos Mein Musizieren auf dem Kontrabaß (Mi manera de tocar el contrabajo) para el aprendizaje y perfeccionamiento de su técnica.

## Carrera

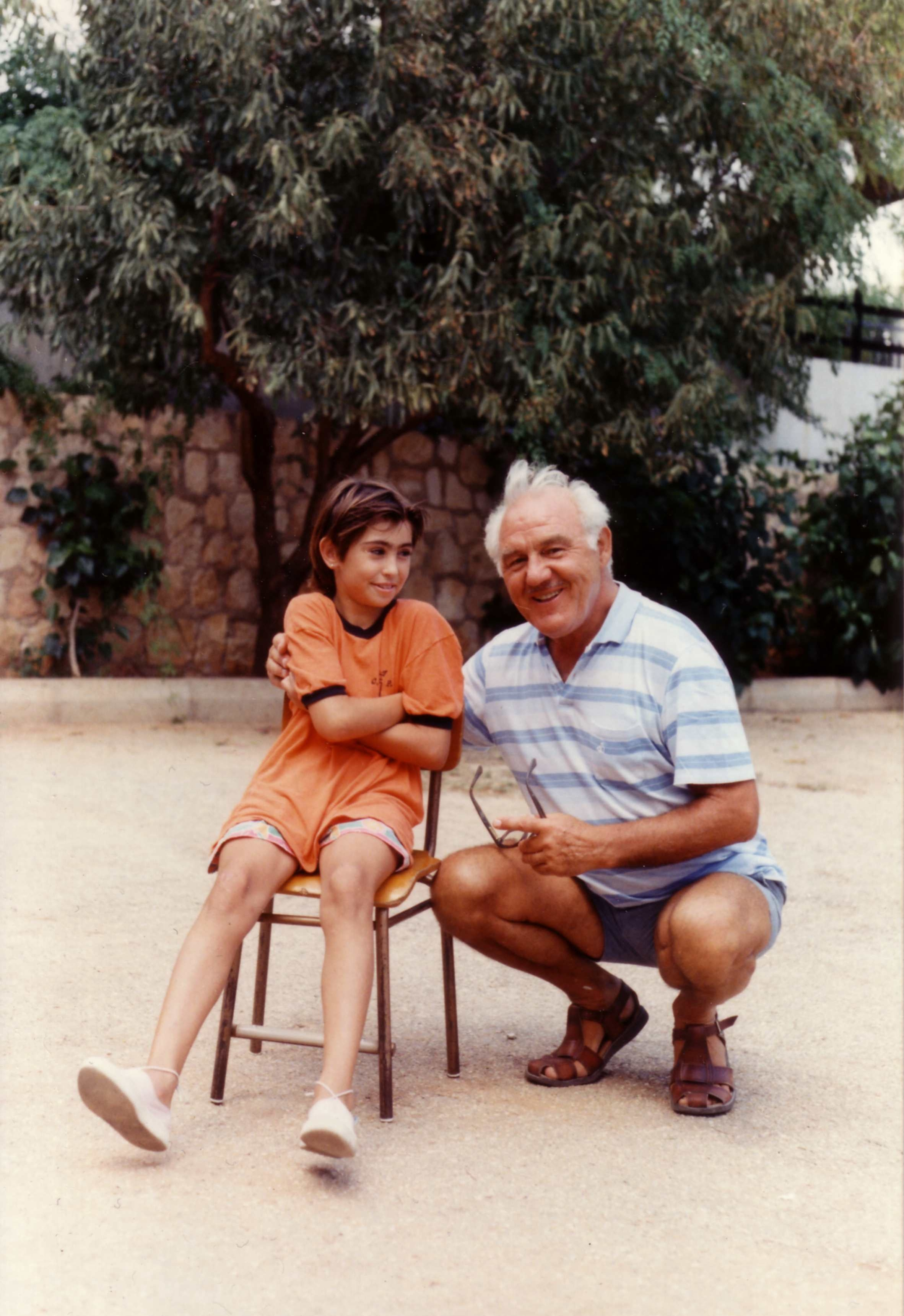
Ludwig Streicher durante un curso de contrabajo en Jávea (Alicante, España), agosto de 1988.

Streicher ingresó en la Academia de Música de Viena a la edad de 14 años. Se graduó con 20 en 1940 y pasó los siguientes cuatro años como primer contrabajista en el Teatro Nacional de Cracovia. En 1945 se unió a la Filarmónica de Viena, donde pasó 19 años (1954 - 1973) como primer contrabajo. A partir de 1966, Streicher se dedicó a la formación de jóvenes estudiantes en la vienesa Hochschule für Musik und darstellende Kunst (Universidad de Música y Arte Dramático de Viena) y, posteriormente, en la Escuela Superior de Música Reina Sofía de Madrid. Además, su magisterio se ha extendido por todo el mundo a través de múltiples cursos internacionales.
Tras abandonar la Filarmónica de Viena, Streicher contribuyó al desarrollo del contrabajo como instrumento solista. En sus actuaciones acompañado de piano u orquesta, Streicher fue capaz de exhibir la capacidad expresiva de este instrumento. Como solista interpretó y grabó piezas que abarcan desde las composiciones clásicas de Carl Ditters von Dittersdorf (siglo XVIII) hasta obras de sus coetáneos.

## Mein Musizieren auf dem Kontrabaß
Editado bilingüe (alemán e inglés) por Doblinger, en 1977 aparece publicado en Austria Mein Musizieren auf dem Kontrabaß / My Way of Playing the Double Bass. El método consta de cinco volúmenes de dificultad progresiva en el que se incluyen ejercicios técnicos, consejos y ejemplos de pasajes orquestales. Las fotografías, en blanco y negro, son de Lawrence Braunstein y la versión inglesa está a cargo de Eugene Hartzell.